# Frederik Paludan-Müller
Frederik Paludan-Müller (Kjerteminde, isla de Fionia, 7 de febrero de 1809 - Copenhague, 27 de diciembre de 1876) fue un escritor danés.

## Comienzos
Estudió leyes en Copenhague. En 1832 empezó su carrera poética con Cuatro romances, y una comedia romántica que obtuvo un considerable éxito; a esta siguió en 1833 Danserinden (La danzarina) y el drama lírico Amor y Psyche (1834) y el cuento oriental El vuelo de Zuleima en 1835, muy influido por Lord Byron. De 1838 a 1840 Paludan-Müller hizo un grand tour por Europa y en Italia escribió uno de sus más bellos poemas, Venus. 

## Crisis
Tras haber sido rescatado de una gran crisis mental y religiosa por un feliz matrimonio, se dedicó a escribir poesía religioso-especulativa. Destacan Adam homo (3 vols., 1841-1849), un poema en doce cantos de sesgo autobiográfico que tiene por objeto moralizar las costumbres danesas; el personaje, Adam Homo, es salvado por Alma, que viene a representar para el poeta lo mismo que la Beatriz de Dante y la Gretchen de Goethe; se incluye una hermosa secuencia de sonetos en exaltación del alma; se trata de una de las obras más importantes de la literatura danesa y viene a ser uno de los precursores del Peer Gynt de Ibsen; Adonis, Kalanus, Abels Dol, Historias de Ivar Lykkes, Tithon, El matrimonio de la Dríade, etcétera.
- Datos: Q586453
- Multimedia: Frederik Paludan Müller / Q586453